# Luca Cerchiari
Luca Cerchiari (Milano, 25 luglio 1957) è un musicologo e critico musicale italiano.

## Biografia
Laureato in Musicologia al DAMS dell'Università di Bologna, ha conseguito il PhD in Etnomusicologia a Graz e il Cambridge Proficiency in English; ha frequentato anche il Conservatorio di Milano e il DES, Università Bocconi di Milano. Nel 2011 ha ottenuto una idoneità universitaria come Professore Associato nel ssd L-Art/08. 
Si occupa di musica americana, incluso il musical teatrale e cinematografico, di discografia e di formazione per l'industria musicale (comunicazione, produzione e gestione). Dirige dal 2014 il Master universitario di primo livello in "Editoria e produzione musicale" presso l'Università IULM di Milano. Ha insegnato "Civiltà musicale afro-americana" all'Università di Torino e Padova(1997-2015) e insegna "Storia della musica pop e jazz" nel corso di laurea triennale in "Arti, spettacolo, eventi culturali" all'Università IULM di Milano, dove inoltre organizza ogni anno un Convegno internazionale. Ha insegnato e tenuto conferenze anche presso le Università di Genova, Pavia, Milano-Bocconi, Verona, Udine e Torino, nonché in Francia, Germania, Austria, Ungheria, Polonia, Belgio, Svizzera, Slovacchia e Stati Uniti. È stato attivo anche come organizzatore concertistico, produttore discografico e critico musicale. Nel 1987 ha ideato i "Civici corsi di jazz e per operatori musicali" (Comune di Milano, Associazione Musica Oggi). Dal 1992 al 2001 ha ideato e gestito corsi di formazione professionale (5.200 ore totali) per Regione Lombardia-Comunità Economica Europea nell'ambito dei rapporti fra musica, comunicazione e industria culturale. Ha fondato e diretto l'Istituto superiore di musicologia di Milano, l'Archivio internazionale del disco di Milano e la Fonoteca dell'Università di Padova. Come consulente editoriale ha prodotto circa 40 LP e CD (per le etichette Durium, Carosello, Dire, Emi, Dischi della Quercia, Musica Jazz). Autore e curatore di una ventina volumi in italiano, ha pubblicato come curatore nel 2012 negli Usa (per Northeastern University Press) il libro "Eurojazzland", in partnership con La Sorbona di Parigi e l'Università di Graz. Collabora o ha collaborato a RadioRai, Radio svizzera italiana e tedesca e alla KXPR di San Francisco e a quotidiani e settimanali (tra cui "Il Sole24Ore",  "Il Corriere del Ticino", " L'Osservatore", dove tiene dal 2015 una rubrica settimanale di recensioni) e riviste, tra le quali "Forum Italicum", "Gradiva", "Eunomio", "Amadeus ", "La Rassegna musicale Curci". È membro del Comitato Scientifico della rivista "Musicologica", Università Comenius di Bratislava, Slovacchia. È collaboratore per numerose voci sul jazz, la discografia e la popular music dell'"Enciclopedia Treccani della Musica contemporanea(1900-2025)". Suoi saggi e articoli sono pubblicati in volumi scientifici internazionali in inglese, francese o tedesco: Francia 1983, Germania 1987, Austria 2001 e 2007, Svizzera 2017, 2020 e 2024, Usa 2009, 2011 e 2012, 2015 e 2023 (tra l'altro da Oxford University Press e Peter Lang). È ideatore e co-curatore della Mostra "Un secolo di jazz. La creatività estemporanea" e del relativo catalogo Skira (Max Museo, Chiasso 2017). Con William Everett (Università di Kansas City) sta preparando come co-curatore il volume per le edizioni Routledge (UK) "The Mid-Twentieth Century Musical on Stage, Screen and Television:Conversations Between Place, Form and Media"(2025). Dirige dal 2019 la collana internazionale di saggi "Musica contemporanea" per le edizioni Mimesis.

## Opere
- Il jazz degli anni Settanta (Gammalibri 1979) curatore
- Il jazz su disco (Mondadori 1983) con Vittorio Castelli
- Il jazz. Una civiltà afro-americana ed europea (Bompiani 1997)
- Civiltà musicale afro-americana (Mondadori 1999)
- Frank Sinatra (Stampatori 1999)
- Il disco. Musica, tecnologia, mercato (Sansoni 2001, nuova edizione Odoya 2014)
- Miles Davis. Dal bebop al jazz-rock (Mondadori 2001, nuova edizione Feltrinelli 2013, Dal bebop all'hip-hop)
- Slave Songs of the United States (L'Epos 2004) curatore con Roberto Leopardi
- Intorno al jazz. Musiche transatlantiche: Africa, Europa, America (Bompiani 2007)
- Greensleeves: una vicenda transatlantica. Da William Shakespeare a John Coltrane (Stampatori 2007) con Samuele Pellizzari (Stampatori)
- Curci editori musicali. I primi centocinquant'anni, 1860-2010 (Curci 2010)
- Eurojazzland. Jazz and its European Sources, Dynamics and Contexts (Northeastern University Press/Usa 2012) co-autore e curatore con Laurent Cugny e Franz Kerschbaumer
- Il libro del jazz di Joachim-Ernst Berendt e Gunther Huesmann (Odoya 2015), Introduzione
- Il jazz è pop: voce e strumento. Dodici capolavori, ventiquattro versioni in CD (Fiorina/Giovanni Fassio 2016)
- Intorno al jazz. Dall'etnologia alla popular music (Bompiani 2016)
- Un secolo di jazz. La creatività estemporanea, in italiano e inglese (Skira 2017), curatore con Nicoletta Ossanna Cavadini
- Una storia del musical. Teatro e cinema da Offenbach alla musica pop (Bompiani 2017, seconda edizione 2019, terza edizione 2022)
- Jazz e fascismo. Dalla nascita della radio a Gorni Kramer (Mimesis 2019)
- Mina. Una voce universale (Mondadori 2020), Premio "Eccellenze IULM" 2020
- Dal ragtime a Wagner.Treemonisha, opera in tre atti di Scott Joplin. Prefazione di Gunther Schuller, con uno scritto inedito di Giorgio Gaslini (Mimesis 2020)
- Arrigo Polillo (1919-1984).Un maestro internazionale della critica jazz (Mimesis 2021), curatore con Roberto Polillo
- Frank Sinatra. "The Voice" tra musica e cinema (Feltrinelli 2024), Premio "Eccellenze IULM" 2024
- Miles Davis. Dal bebop all' hip-hop, Nuova edizione aggiornata (Feltrinelli 2025)
- in preparazione (edited by Luca Cerchiari and William A.Everett), The Mid-Twentieth Century Musical on Stage, Screen and Television: Conversations Between Place, Form and Media (Routledge 2025)
- in preparazione, George Gershwin (Feltrinelli 2026)
- in preparazione (edited by Luca Cerchiari and Gilbert Gigliotti), The Cambridge Companion to Frank Sinatra (Cambridge University Press 2026)

Ha promosso inoltre l'edizione italiana di quattro classici della musicologia statunitense:
- Twentieth-Century Harmony di Vincent Persichetti (Guerini e Associati 1993), curatore e traduttore con Fabio Jegher
- History of the musical instruments di Curt Sachs (Mondadori 1996)
- The Music of Black Americans di Eileen Southern(Il Saggiatore 2007)
- Canti afro-americani dell'Ottocento (Slave Songs of the United States, 1867), di William Francis Allen, Charles Pickard Ware e Lucy McKim Garrison. Prefazione e cura di Luca Cerchiari (Mimesis 2023)